# Kanton Le Teilleul
Der Kanton Le Teilleul war von 1790 bis 2015 ein französischer Wahlkreis im Arrondissement Avranches, im Département Manche und in der Region Basse-Normandie; sein Hauptort war Le Teilleul. Der Kanton Le Teilleul hatte am 1. Januar 2012 insgesamt 2881 Einwohner.

## Gemeinden
Der Kanton bestand aus acht Gemeinden:
| Gemeinde                   | Einwohner Jahr | Fläche km² | Bevölkerungsdichte | Code INSEE | Postleitzahl |
| -------------------------- | -------------- | ---------- | ------------------ | ---------- | ------------ |
| Buais-Les-Monts            | 659 (2013)     | –          | – Einw./km²        | 50090      | 50640        |
| Ferrières                  | 51 (2013)      | –          | – Einw./km²        | 50179      | 50640        |
| Heussé                     | 225 (2013)     | –          | – Einw./km²        | 50245      | 50640        |
| Husson                     | 205 (2013)     | –          | – Einw./km²        | 50254      | 50640        |
| Sainte-Marie-du-Bois       | 52 (2013)      | –          | – Einw./km²        | 50508      | 50640        |
| Saint-Symphorien-des-Monts | 144 (2013)     | –          | – Einw./km²        | 50557      | 50640        |
| Savigny-le-Vieux           | 425 (2013)     | –          | – Einw./km²        | 50570      | 50640        |
| Le Teilleul                | 1.779 (2013)   | –          | – Einw./km²        | 50591      | 50640        |